# Салтикова Прасковія Федорівна
Прасковія Федорівна, уроджена Салтикова (рос. Прасковия Феодоровна, Параскева Феодоровна; нар. 12 жовтня 1664 — пом. 13 жовтня 1723) — цариця, дружина московського царя Івана Олексійовича, мати імператриці Анни Іванівни.